# Anticommunist Action
Anticomunist Action, también llamada Anticom, es una organización política anticomunista con sede en los Estados Unidos y Canadá. El grupo se describe a sí mismo como la respuesta de la derecha política al Movimiento Antifa de los Estados Unidos.

## Ideología
Anticom ha abrazado la ideología neonazi y sus miembros han asistido a eventos neonazis. El grupo ha ofrecido servicio de seguridad a varias organizaciones de extrema derecha y supremacistas blancos. Anticom mantiene una alianza con el grupo terrorista neonazi Atomwaffen Division y ha compartido información sobre combate y fabricación de bombas con esta red neonazi.

## Historia
Anticom fue uno de los principales organizadores de la manifestación White Lives Matter (las vidas blancas importan) de 2017 junto con los grupos neonazis y nacionalistas blancos: el Movimiento Nacionalsocialista, el Partido Tradicionalista de los Trabajadores, Vanguard America, la Liga del Sur y el Ku Klux Klan (KKK). 
El grupo también fue un miembro destacado de la manifestación Unite the Right. En septiembre de 2017, los miembros planearon un evento similar a la Manifestación Unite the Right titulado: "Marcha contra el comunismo" en Charlotte, Carolina del Norte, el 28 de diciembre de 2017, con oradores entre los que se encontraban nacionalistas blancos como Augustus Sol Invictus, Richard B. Spencer y un representante de la organización nacionalista blanca Vanguard America. Posteriormente, Anticom canceló el evento por motivos de seguridad.
Según la plataforma de noticias Patch Media, la organización afirma no estar aliada con los grupos supremacistas blancos; el grupo ha declarado que acepta miembros de todas las razas, sin embargo, varios chats privados incluían una retórica violenta contra las minorías étnicas, realizada por varios miembros de la organización. Una charla sobre las protestas de Berkeley de 2017 prometía que el evento se convertiría en un auténtico baño de sangre. Algunos miembros del movimiento han promovido el genocidio de minorías y el derrocamiento violento del Gobierno federal de los Estados Unidos.
En 2017, ProPublica estimó que la organización tenía 1.200 participantes en su sala de chat. La organización utiliza banderas y símbolos amarillos y negros como referencia al libertarismo en los Estados Unidos. Algunas banderas del grupo representan a personas arrojadas desde helicópteros, en referencia a las ejecuciones realizadas durante la dictadura militar del general Augusto Pinochet en Chile (1973-1990).
Un informe de ProPublica detalla unos chats de la organización que piden el uso de la violencia política. Un representante del grupo afirmó que el informe era cierto, pero que el uso de la violencia política no fue alentado por los líderes de la organización.